# Lepidium lepidioides
Lepidium lepidioides är en korsblommig växtart som först beskrevs av Ernest Saint-Charles Cosson och Michel Charles Durieu de Maisonneuve, och fick sitt nu gällande namn av Al-shehbaz. Lepidium lepidioides ingår i släktet krassingar, och familjen korsblommiga växter. Inga underarter finns listade i Catalogue of Life.